# Bundesliga de 1992–93
A Primeira Divisão da Bundesliga de 1992–93, denominada oficialmente de Fußball-Bundesliga 1992-1993, foi a 30.ª edição da principal divisão do futebol alemão. O campeão foi o Werder Bremen que conquistou seu 3º título na história do Campeonato Alemão.

## Premiação
| Bundesliga de 1992–93              |
| Bremen                             |
| ---------------------------------- |
| WERDER BREMEN Campeão (3.º título) |